# Raja Debashish Roy
 (décembre 2011).
Si vous disposez d'ouvrages ou d'articles de référence ou si vous connaissez des sites web de qualité traitant du thème abordé ici, merci de compléter l'article en donnant les références utiles à sa vérifiabilité et en les liant à la section « Notes et références ».
Raja Debashish Roy (né le 9 avril 1959) est l'actuel roi des Chakma, la plus grande communauté indigène du Bangladesh. Il est très populaire dans la région[Laquelle ?].

## Biographie
Raja Debashish Roy est devenu roi après son père Raja Tridev Roy, parti en exil  au Pakistan en 1971, après l'indépendance du Bangladesh, à laquelle il s’était opposé. Lors de l'élection générale en 1970, Raja Tridev Roy avait été élu à l'Assemblée nationale du Pakistan comme l'un des deux seuls candidats bangladais n'appartenant pas à la Ligue Awami. Cependant, la plupart des membres de la famille royale, dont la reine et le prince héritier, sont restés au Bangladesh. Le prince héritier Debashish Roy a été proclamé roi à sa majorité, le 25 novembre 1977, en raison de l'absence de son père.
Éduqué à Rangamati, puis au Royaume-Uni et en Australie, Raja Debashish Roy est avocat de profession ; il a récemment servi comme adjoint spécial au conseiller en chef du Bangladesh (chef du gouvernement intérimaire) avec rang et statut d'un ministre d'État pendant la crise politique du Bangladesh en 2006-2008. Il était responsable du ministère des Chittagong Hill Tracts et du ministère des Forêts et de l'environnement.
Très actif et impliqué pour que les Jummas soient reconnus comme indigènes, il est également membre permanent du forum des indigènes à l’ONU.